# جو سوندرز
جو سوندرز (بالإنجليزية: Joe Saunders)‏ (و. 1981  م) هو لاعب كرة قاعدة، وسياسي، من الولايات المتحدة، ولد في فيرفاكس، يلعب كمرسل مطلق ‏.

## روابط خارجية
- جو سوندرز على موقع دوري كرة القاعدة الرئيسي (الإنجليزية)
- جو سوندرز على موقعبيزبول رفرنس.كوم (الدوري الرئيسي) (الإنجليزية)
- جو سوندرز على موقعبيزبول رفرنس.كوم (الدوري الثانوي) (الإنجليزية)
- جو سوندرز على موقع إي إس بي إن.كوم (أم.أل.بي) (الإنجليزية)
- جو سوندرز على موقع مشجعي الرسوم البيانية (الإنجليزية)